# Theodor Mommsen

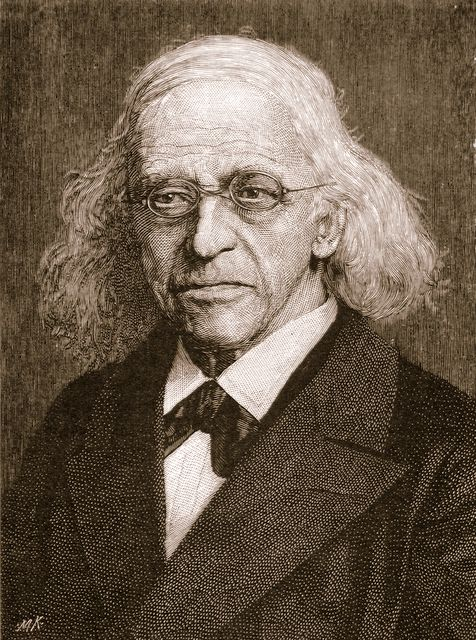
Theodor Mommsen

Christian Matthias Theodor Mommsen (30. listopadu 1817, Garding, Šlesvicko-Holštýnsko – 1. listopadu 1903, Charlottenburg, Berlín) byl německý historik, právník a politik, který působil jako univerzitní profesor v Lipsku, Curychu, Vratislavi a v Berlíně. Je nositelem Nobelovy ceny za literaturu za rok 1902.

## Život

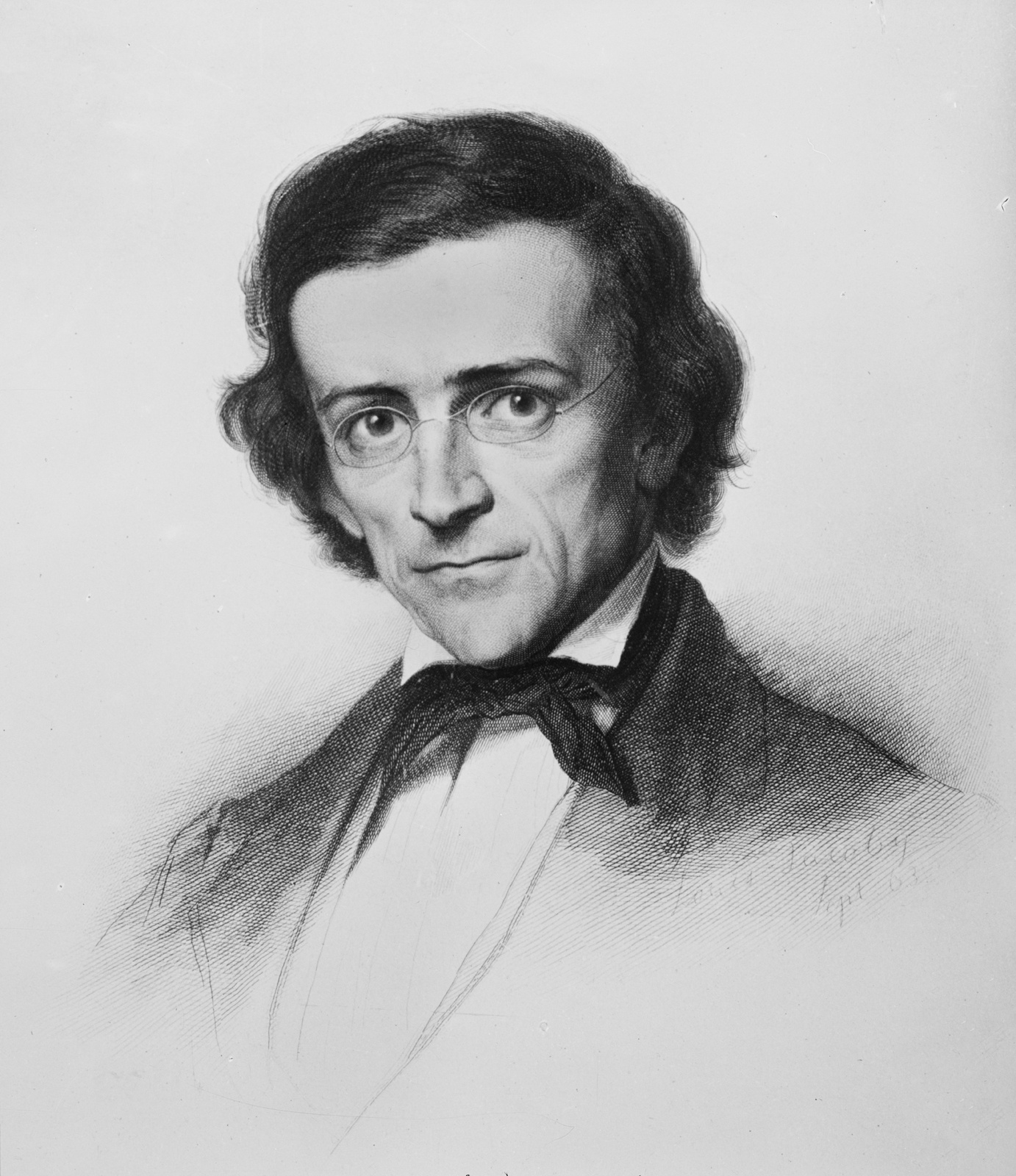
Theodor Mommsen v roce 1863

Mommsen pocházel z rodiny německého protestantského kněze. V letech 1838 až 1843 vystudoval právní vědu a filozofii práva u B. G. Niebuhra a J. G. Droysena na univerzitě v Kielu. Po skončení studia získal stipendium na další vědecké studium ve Francii a Itálii. Zde se zabýval především antickými nápisy. Během pobytu v Itálii jich shromáždil několik tisíc a roku 1853 je využil pro vydání souboru latinských nápisů Corpus inscriptionum Latinarum. Toto dílo nápisů z území celé Římské říše, které odborníci doplňují dodnes, je základem každé epigrafické práce. Theodor Mommsen připravil osm svazků z prvních patnácti. Dnes je známo asi 400 000 těchto nápisů.
Po návratu z ciziny působil Mommsen jako profesor občanského práva na Lipské univerzitě. Pro své liberální názory a aktivní podporu revoluce v roce 1848 (stal se poslancem parlamentu a psal články do revolučních novin) byl donucen roku 1851 na své profesorské místo rezignovat. Ale již roku 1852 se stal profesorem Římského práva v Curychu a roku 1854 ve Vratislavi. Roku 1858 se natrvalo usídlil v Berlíně, stal se členem Pruské akademie věd, v roce 1861 profesorem římských dějin na Univerzitě Fridricha Viléma v Berlíně (zde působil do roku 1887), a v letech 1873 až 1895 byl opět poslancem německého parlamentu.
Roku 1897 vystoupil Theodor Mommsen velice ostře proti českým národním a státoprávním snahám. Ve svém spise Poslání Němcům v Rakousku obvinil Čechy z rozbíjení jednoty německého národa a tvrdil, že když nejsou schopni přijmout logické důvody, musí být proti nim použity násilné praktiky („Buďte tvrdými. Rozum lebka Čechů nepřijme, avšak ranám i ona porozumí“). Kromě toho postavil v tomto spise Čechy a Poláky na okraj evropských kulturních dějin a nazval je „apoštoly barbarství“. Jeho výpad proti Slovanům nezůstal bez odezvy. Na pařížské Sorbonně protestoval proti Mommsenovu postoji francouzský profesor slavistiky Ernest Denis, z českých historiků vyjádřili prudký odpor zejména Josef Pekař a Jaroslav Goll, v Polsku rektor univerzity ve Lvově doktor Oswald Marian Balzer.
Velký politický význam měla pro Čechy báseň - Theodoru Mommsenovi, vydaná ve sbírce Dobrodružství odvahy a jiné básně, v níž básník Antonín Sova nebojácně a s vlasteneckou hrdostí odpověděl na protičeský šovinistický pamflet jednoho z předchůdců německého fašismu, který doporučoval, aby se při jednání o politických požadavcích Čechů užívalo násilí. 
Roku 1902 obdržel Mommsen především za své hlavní dílo Římské dějiny (1854–1856, Römische Geschichte) Nobelovu cenu za literaturu, a to jako jeden z mála autorů, kteří se zabývali pouze psaním odborné literatury. Byl tím oceněn přínos Theodora Mommsena při popularizaci dějin. Zdůvodnění Švédské akademie bylo následující: „… největšímu žijícímu mistru v umění historiografie se zvláštním zřetelem na jeho monumentální dílo Římské dějiny“.
Po udělení ceny se objevily kritické názory, že se tu nedá hovořit o ceně za krásnou literaturu. Švédská akademie však prohlásila, že v příslušných stanovách k Nobelově ceně je určeno, že sem spadají také jiné spisy, které formou a pojetím mají literární hodnotu.

## Dílo

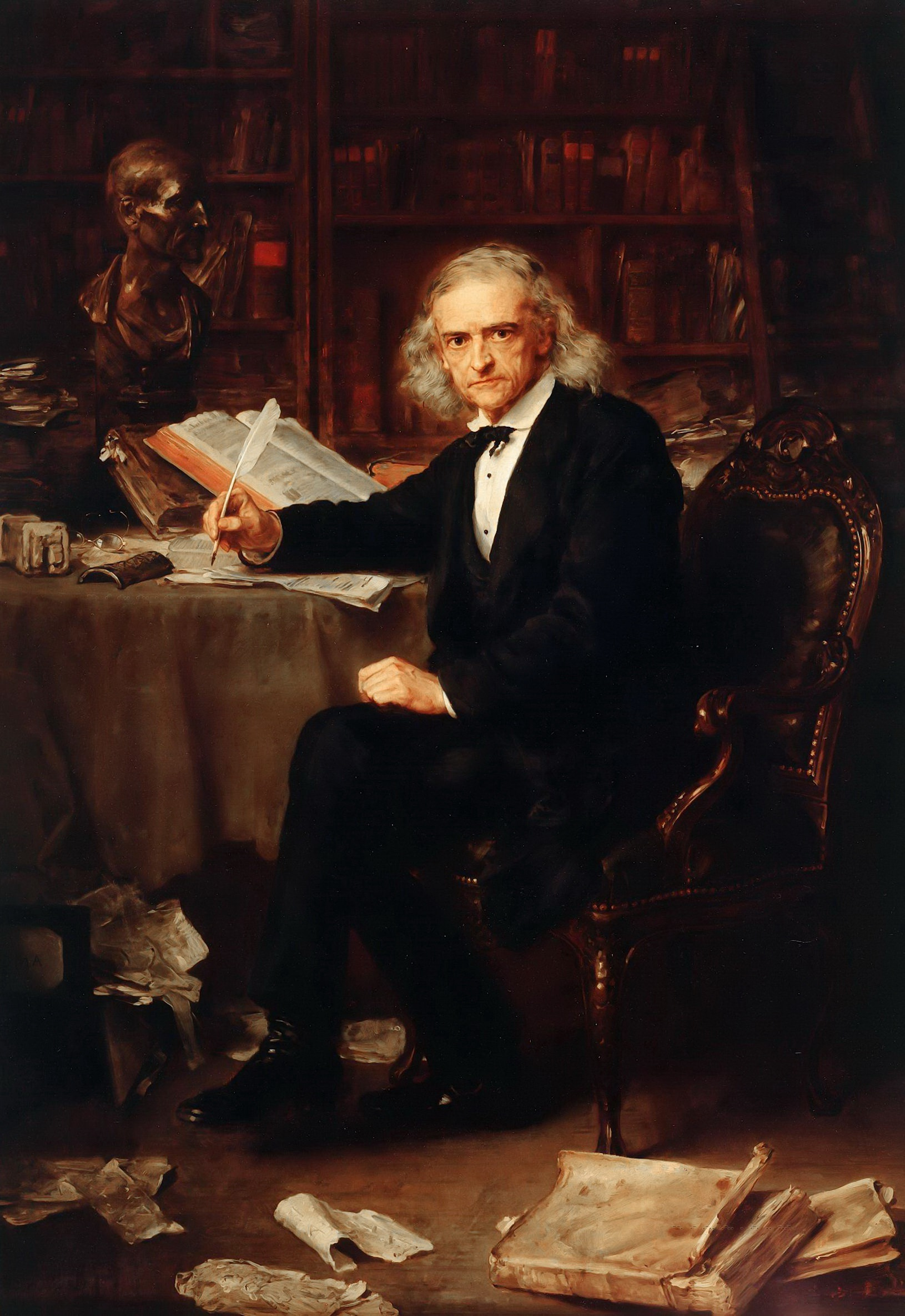
Theodor Mommsen v roce 1881

### Římské dějiny
Nejznámějším Mommsenovým dílem jsou Římské dějiny (Römische Geschichte), které vyšly ve třech dílech v letech 1854–1856. Mommsen v nich popsal dějiny Římské říše zhruba od začátku Římské republiky po vládu Gaia Julia Caesara, jehož byl Mommsen velkým obdivovatelem. Při psaní dějin projevil Mommsen vysoké literární mistrovství při současném zachovaní vědeckého charakteru svého díla. Představil v něm vývoj římského národa od malého městského státu k rozsáhlé říši. Dílo není jen prostým popisem politického, hospodářského a náboženského vývoje, neboť autor za vším hledal nějakou vyšší myšlenku. Tu viděl v zápase dobra a zla, přičemž zastával tezi, kterou dokazoval na mnoha příkladech, že dobro nakonec zvítězí. Zastával také názor, že nejlepší formou vlády v starověkého Římě byla demokratická monarchie, jejímž příkladem byla vláda Gaia Julia Caesara. Události v díle popisované pak Mommsen srovnával s politickým vývojem v 19. století. Svůj obdiv k Caesarovi v díle nikterak nezakrýval, protože byl zastáncem vlády silného politika a státníka, který by sjednotil německé státy (tuto vedoucí osobnost viděl v pruském králi, pod jehož vládou mělo vzniknout silné Německo).
Mommsenovy Římské dějiny vychovávaly a vychovávají celé generace historiků. Na konci 19. století výrazně ovlivňovaly i široké vrstvy čtenářů a probudily v nich zájem o starověké dějiny tak, jako žádné jiné historické dílo. Z toho vycházel i výbor pro udělování Nobelovy ceny a zvolil Theodora Mommsena jako příklad vědce, který psal čitelně a srozumitelně i pro široké vrstvy.
Theodor Mommsen se k římským dějinám ještě vrátil roku 1885, kdy vydal jejich pátý díl (čtvrtý nikdy nedokončil) z období Římského císařství s názvem Die Provinzen, von Caesar bis Diocletian (Římské provincie). V tomto případě není jeho obraz již tak komplexní, neboť se zaměřil na římské provincie v období raného císařství a popsal jejich politický vývoj a jednotlivé instituce.

### Další spisy
Jeho další dva spisy, monumentální dějiny politických institucí starověkého Říma Římské státní právo (Römisches Staatsrecht), vydané ve třech svazích v letech 1871–1888, a Římské trestní právo (Römisches Strafrecht) z roku 1899 jsou pracemi průkopnickými, neboť kombinují právní a historická hlediska a využívají pomocné vědy historické, zejména numismatiku.
Kromě toho Mommsen napsal více než 1500 dalších studií na různá témata, (např. o archeologii), které byly později vydány v osmi svazcích a které se dotýkají nejrůznějších stránek každodenního života Římanů ve všech jeho sférách – v politické, hospodářské, náboženské i kulturní.

## Česká vydání
Česky vyšel z rozsáhlého Mommsenova díla třikrát jen malý výbor z Římských dějin pod názvem Diktátoři v překladu Pavla Eisnera.
- roku 1937 vydalo výbor pražské Nakladatelské družstvo Máje,
- v tom samém nakladatelství vyšel výbor ještě roku 1941 s úvodem Augustina Nováka,
- roku 1996 vydalo výbor olomoucké nakladatelství Votobia.